# Alyssum smyrnaeum
Alyssum smyrnaeum är en korsblommig växtart som beskrevs av Carl Anton von Meyer. Alyssum smyrnaeum ingår i släktet stenörter, och familjen korsblommiga växter. Inga underarter finns listade i Catalogue of Life.